# Мария Франсишка де Браганса
Мария Франсишка де Браганса (полное имя — Мария Франсишка де Асис да Матернидад Шавьер де Паула де Алкантара Антония Жоакина Гонзага Карлота Моника Сеньорина Сотер и Кайа Браганса; 22 апреля 1800, дворец Келуш, Лиссабон — 11 сентября 1834, Alverstoke, Гэмпшир) — португальская инфанта из дома Браганса, благодаря браку с испанским принцем Карлосом носила также титул испанской инфанты.

## Биография
Мария Франсишка была третьей дочерью и пятым ребёнком португальского короля Жуана VI и его жены Карлоты Жоакины Испанской. Среди её братьев и сестер были король Португалии, королева Испании и император Бразилии.
В годы наполеоновского вторжения, как и остальные члены монаршей семьи, скрывалась в Бразилии.
4 сентября 1816 года в Кадисе был заключен брак по доверенности между инфантой Марией Франсишкой и испанским принцем Карлосом Мария Исидором де Бурбон, сыном испанского короля Карла IV и Марии-Луизы Пармской. 22 сентября того же года в Королевском дворце в Мадриде состоялась церемония с личным присутствием молодожёнов.
Пара поселилась в Мадриде и имела троих сыновей:
1. инфант Карлос, граф Монтемолин (1818—1861);
2. инфант Хуан, граф Монтисон (1822—1887);
3. инфант Фердинанд (1824—1861).

Из-за нежелания мужа признавать свою племянницу Изабеллу законной королевой всё семейство Марии Франсишки было выслано за пределы Испании. Сначала они отправились в Португалию, а затем в Англию, где Мария Франсишка скончалась одним годом позднее. Спустя четыре года Карлос женился повторно, взяв в жёны старшую сестру Марии Франсишки — принцессу де Бейра Марию Терезу.